# Lunenburg, Massachusetts
Lunenburg är en ort i Worcester County i delstaten Massachusetts, USA.